# Konstantin Edvardovič Ciolkovski

Konstantin Edvardovič Ciolkovski [konstantín edvárdovič ciolkóvski] (rusko Константи́н Эдуа́рдович Циолко́вский), ruski matematik, fizik, letalski, raketni konstruktor, inženir, pedagog in pisatelj, * 17. september 1857, Iževskoje, Rjazanska gubernija, Ruski imperij (sedaj republika Udmurtija, Rusija), † 19. september 1935, Kaluga, Sovjetska zveza (sedaj Rusija).

## Življenje in delo
Njegov oče, Edvard Ignatijevič po poklicu gozdarski uslužbenec je bil plemič poljskega porekla. Mati, Marija Ivanovna Jumaševa, pa je bila Rusinja tatarskega porekla. Pri devetih letih je zaradi neke okužbe s streptokoki skoraj popolnoma oglušel. 4 leta kasneje je umrla mati. Ovirala ga je tudi zaostalost znanosti v carski Rusiji. Študiral je v glavnem doma. 
Leta 1873 je odšel v Moskvo, kjer je študiral kemijo, matematiko, astronomijo in mehaniko. Tam je ostal 3 leta. Zaradi preobilice dela pri študiju in tudi zaradi pomanjkanja ga je leta 1876 oče poklical nazaj domov v Vjatko, danes Kirov ob reki Vjatki. Ciolkovski se je sam tako temeljito izobrazil, navkljub skoraj popolni naglušnosti, da je lahko opravljal učiteljsko službo in pisal učene razprave o kemiji in fiziki. Odšel je na višjo šolo v Borovsk 100 km jugozahodno od Moskve. Tako je poučeval matematiko na več višjih šolah vse do upokojitve leta 1920.
V Borovsku se je poročil z Varvaro Jevgrafovno Sokolovo (1857–1940). Sredi leta 1880 je začel z raziskavami v aerostatiki. Leta 1888 je izdelal kinetično teorijo plinov, ne da bi vedel, da jo je objavil že Maxwell več kot 10 let prej in neodvisno od njega Boltzmann. Svoje članke je poslal v Sankt Peterburg na Rusko fizikalno kemično družbo in na njeno prošnjo postal tudi njen član. 
Leta 1892 je odšel učit v Kalugo ob reki Oki 160 km jugozahodno od Moskve. Tega leta je objavil članke, ki so opisovali vodljiva kovinska telesa. V ta namen je zgradil tudi prvi vetrovnik v Rusiji. V njem je opravil okoli 100 preskusov z različnimi modeli. Njegovi poskusi so bili zelo premišljeno in spretno izvedeni. Raziskoval je učinke zračnega upora in porazdelitev hitrosti zračnega toka aerodinamičnega telesa. Zaradi uspehov mu je Akademija znanosti ponudila majhno pomoč 470 rubljev, s katero je zgradil še večji zračni vetrovnik. Raziskoval je tudi letalne sposobnosti vodljivih zrakoplovov in letal.
Leta 1894 je objavil članek, ki je opisoval načrt letala. Že med raziskovanjem aerodinamike se je vse bolj začel posvečati vesoljskim problemom. Leta 1895 je v svojih razpravah omenjal možnost poletov v vesoljski prostor. Tega leta je izšla njegova knjiga Sanje o Zemlji in Nebu (Gryozy o zemle i nebe). Leta 1896 je objavil članek o občevanju s prebivalci na drugih naseljenih planetih zunaj Osončja. Istega leta je začel pisati svoje največje in najresnejše delo o astronavtiki Raziskovanje vesoljskega prostora z reakcijskimi napravami (Preučevanje vesoljskega prostora s pomočjo raketnih naprav) (Исследование мировых пространств реактивными приборами), ki ga je objavil leta 1903. V njem je opisal teoretične probleme uporabe raketnih motorjev v vesolju, zakon največje raketne hitrosti, prenos toplote, mehanizme za navigacijo, nastanek toplote zaradi zračnega upora in oskrbo z gorivom.
Leta 1898 je opisal potrebo po raketnih motorjih s tekočim gorivom in leta 1903 članek o vesoljskih ladjah. Vedel je, da običajni leteči stroji v brezzračnem prostoru ne morejo delovati, lahko pa delujejo rakete. Vendar so trda goriva nezanesljiva in imajo slab potisk. Že Goddard je odkril, da imajo signalne ognjemetne rakete polnjene s smodnikom izkoristek pod 0,02. Leta 1902 je Ciolkovski začel objavljati v malo znani letalski reviji Naučnoe obozrenie vrsto člankov, v katerih se je temeljito poglobil v teorijo raketne tehnike. Njegov sloves pionirja vesoljskih poletov je zrasel prav iz teh člankov. Prvih 15 let 20. stoletja pa zanj ni bilo najbolj srečnih. Leta 1902 je njegov sin Ignatij naredil samomor. Leta 1908 je Oka prepravila njegov dom v Kalugi in uničila precej njegove znanstvene opreme. Stara carska Akademija znanosti pa tudi ni sprevidela vrednosti njegovih aerodinamičnih poskusov. Leta 1914 so njegove kovinske vodljive modele na aeronavtičnem kongresu v Petrogradu sprejeli s popolno brezbrižnjostjo. Končno je leta 1918 le postal član Sovjetske Akademije znanosti. 9. novembra so mu zaradi dela na področju izobraževanja in letalstva podelili dosmrtno pokojnino. Leta 1920 je objavil teorijo večstopenjskih raket in o letu reakcijskih motorjev. Kmalu zatem je leta 1926, menda neodvisno od njega, ker njegovega dela še ni poznal, nekatere njegove naprave v Auburnu v ZDA razvil Goddard. Njegova raketa na tekoče gorivo je poletela 16. marca iz dvorišča na farmi njegove tete Effie, sicer le 54 m v zrak s hitrostjo 97 km/h, vendar pa je potrdila veljavnost načel Ciolkovskega in je bila neposredni praktični prednik današnjih vesoljskih raket. 
Navdušen nad delom Ciolkovskega je Zander leta 1924 ustanovil prvo kozmonavtsko društvo v Sovjetski zvezi (Obščestvo izlučeniya mežplanetnyh coobščenij) in pozneje izdelal in uspešno raziskoval rakete na tekoče gorivo tipa OR-1 (1930) in OR-2 (1933).
Leta 1929 je Ciolkovski tudi predložil gradnjo večstopenjskih raket.
Po njem se imenuje osnovna enačba gibanja (idealne) rakete:
{\displaystyle m_{1}=m_{0}e^{-\Delta v/v_{\rm {e}}}\!\,,}
kjer je {\displaystyle m_{1}\!\,} masa prazne rakete brez goriva ali masa koristnega tovora (suha masa), {\displaystyle m_{0}\!\,} masa rakete pri vzletu, {\displaystyle \Delta v\!\,} Delta v (največja sprememba hitrosti, če na raketo ne deluje nobena zunanja sila) in {\displaystyle v_{\rm {e}}\!\,} efektivna hitrost izhajanja izpušnih plinov.
Opisoval je že vesoljske obleke, satelite in naselitev Osončja, ter tudi prvi omenil možnost in potrebo vesoljske postaje na geostacionarni orbiti. V vesoljski postaji je videl vmesno postajo, kjer bi vesoljske ladje na poti proti oddaljenim planetom obnovile zalogo goriva, kot tudi laboratorij, v katerem bi znanstveniki opravljali poskuse, ki jih na Zemlji ni mogoče izvesti. Predlagal je celo gojenje rastlin, ki bi posadki na vesoljski ladji zagotovile še druge možne vire hrane in kisika. Razmišljal je tudi o pomenu umetne težnosti.
Kasneje je napisal fantastično znanstveni roman Zunaj Zemlje, v katerem je na poljuden način pojasnil svoje teorije. Menil je tudi, da so neposredni stiki civilizacij v Vesolju neizbežni, zaradi njihovega progresivnega razvoja. Vendar pa je po njegovem mnenju Vesolje prenapoljnjeno, pretesno. Visokorazvite življenjske oblike se prenašajo večinoma z razmnoževanjem in selitvijo in ne z avtogenezo kot na Zemlji. Pisal je, da imajo zrela oblikovana bitja v Vesolju sredstva in možnosti za prehod z enega na drugi planet kot tudi za posredovanje v življenje zaostalih planetov in se sporazumevajo z enakimi zrelimi in enako oblikovanimi bitji. Celotna zunajzemeljska civilizacija lahko pride do kateregakoli planeta kot tudi do Zemlje. Zanimiva je možnost, ki jo je predvidel o skrivnostni, skriti prisotnosti zunajzemeljskih bitij na Zemlji. Odprto posredovanje teh drugih bitij v življenje na Zemlji še ni dovolj pripravljeno glede na stopnjo razvitosti ljudi. Mogoče bi njihovo posredovanje v tem trenutku lahko škodovalo človeštvu. Napisal je še Raketa v vesoljskem prostoru, (1903), kjer je za vesoljske ladje predlagal tekoče reakcijske motorje, Monizem vesolja, (Kaluga 1925) in Volja Vesolja. Neznane razumske sile, (Kaluga 1928) in članke, ki jih hrani Ruska akademija znanosti, Kozmična filozofija, Ali je mogoč obisk na planetih?, Bitja iznad človeka, O duhu in vzroku. Njegovo delo je šele leta 1925 spoznal Oberth v Nemčiji. V 1930-ih letih je bil že znan tudi v Sovjetski zvezi, ki se je že tedaj zanimala za polete v vesolje.

## Priznanja

### Poimenovanja
Po njem se imenuje 240 km širok udarni krater Ciolkovski (Tsiolkovskiy) na temni strani Lune, ki ga je prvič oktobra leta 1959 posnela vesoljska sonda Lunik 3, prvič pa sta ga leta 1968 videla člana odprave Apollo 8 Borman in Lowell mlajši.
Po njem se imenuje asteroid iz družine Flora notranjega dela glavnega asteroidnega pasu 1590 Ciolkovska (1590 Tsiolkovskaja). Odkril ga je 1. julija 1933 Grigorij Nikolajevič Neujmin na Observatoriju Simeiz.
Na nagrobni plošči Ciolkovskega je zapisano: 
»Človeštvo ne bo ostalo večno priklenjeno na Zemljo.«
Pokazalo se je, da to velja. 22 let po njegovi smrti je sovjetska vlada nameravala izstreliti prvi umetni satelit, ob stoti obletnici njegovega rojstva. Izstrelila ga je na veliko žalost Američanov sicer s 17 dnevno zamudo 4. oktobra 1957, kljub temu pa je bil Sputnik 1 čudovit spomenik pokojnemu znanstveniku. V Kalugi je danes njegov muzej.

## Navedki
»Na tehniško srednjo šolo nas je zvabil infinitezimalni račun, v gimnaziji ga takrat ni bilo. Mene je vodilo še nekaj, astronavtika. Vedel sem za Ciolkovskega, bral pa v glavnem Nemce, žal ne Obertha. Willie Lie in Otto Willi Gail sta bila elektrotehnika, pa sem sodil, da bo tudi to zame prava prva stopnička na Mars. Doma so bili z odločitvijo zadovoljni, bom prej pri poklicu. Mama me je pripeljala na Aškerčevo in me na hodniku predstavila ing. Rudolfu Škofu, tale bi rad delal rakete. Na to bo moral še malo počakati, je odvrnil.«
—France Križanič:38
»Junija 1945 je skupina sovjetskih inženirjev prispela v Peenemünde. Med njimi je bil 33 letni strokovnjak za sisteme vodenja Boris Čertok. Kmalu je spoznal kako zelo zadaj so bili glede tehnologije. Ob koncu vojne je najmočnejši operativni sovjetski raketni motor razvil potisk 1,7 tone, V-2 pa je imela potisk 30 ton. Eden od uradnikov je vedel za vzrok: "Spoznali smo, da v Nemčiji ni bilo zaporov. Zaradi posledic represalij v vojski in znanstveni skupnosti se je naš razvoj ustavil pri raketah na trdo gorivo." Spoznanje se je še ojačalo, ko so sovjetski vojaki iz grušče v Penemündeju odkopali nemško izdajo knjige Ciolkovskega. Na skoraj vsaki strani so bile opombe in komentarji, ki jih je zapisal von Braun. Sovjeti so v arhivih nacističnega ministrstva za zračno plovbo odkrili tudi načrte izstrelkov, ki so jih skonstruirali sovjetski inženirji v poznih 1930-ih.«
—David Whitehouse:14
»«